# フラッシネート・ポー
フラッシネート・ポー（伊: Frassineto Po）は、イタリア共和国ピエモンテ州アレッサンドリア県にある、人口約1,400人の基礎自治体（コムーネ）。

## 地理

### 位置・広がり
| 隣接するコムーネは以下の通り。括弧内のPVはパヴィーア県所属を示す。 - ボルゴ・サン・マルティーノ - ブレーメ (PV) - カンディア・ロメッリーナ (PV) - カザーレ・モンフェッラート - ティチネート - ヴァルマッカ |

### 地震分類
イタリアの地震リスク階級 (it) では、4 に分類される
。